# As-Santa
As-Santa – miasto w Egipcie, w muhafazie Al-Gharbijja. W 2006 roku liczyło 32 033 mieszkańców.